# 金琴鉄
金 琴鉄（キム・グムチョル、朝鮮語: 김금철）は、朝鮮民主主義人民共和国の軍人、政治家。第10軍団長、朝鮮労働党中央委員会委員、同委員会検閲委員会委員。第287大連合部隊隊長などを歴任した。朝鮮人民軍における軍事称号（階級）は中将。

## 経歴
出生地や生年月日は不明。2009年3月9日に実施された最高人民会議第12期代議員選挙で代議員に選出され、2014年3月9日に実施された最高人民会議第13期代議員選挙で代議員に再選された。2015年3月に金正恩第一書記が前線部隊を視察に訪れると、第287大連合部隊隊長として出迎えた。同年6月には第10軍団長に転じ、同年11月7日に李乙雪元帥が死去すると国家葬儀委員会委員に選ばれた。
2016年5月9日に開催された朝鮮労働党第7次大会で朝鮮労働党中央委員会委員に選出され、5月9日に開かれた朝鮮労働党中央委員会第7期第1回総会で党中央委員会検閲委員会委員に選出された。
2021年1月5日から開催された朝鮮労働党第8次大会で党中央委員会検閲委員会が廃止されたため、同委員会委員から退任したが、中央委員会委員に再選された。